# 苻眉
苻黄眉（4世纪?—357年），氐族，前秦略阳临渭（今甘肃秦安东南）人。
苻健兄子。早年為衛大將軍。與苻生感情素好。苻生即位後，封广平王。因勸諫苻生殺戮，為苻生所忌，出京為左冯翊（陝西省大荔縣）。
东晋升平元年（前秦壽光三年，357年），后秦姚襄據兵黃落（今甘肃庆阳西南），圖謀關中。是年四月，苻黄眉用激將法激怒敌军，伪装撤退，敗姚襄於三原（今陕西三原县）。苻黄眉大胜後，向苻生邀功，當時苻生正研究殺人武器，反將苻黃眉大罵一頓。苻黄眉打算謀反，後为苻生所杀，株連親戚甚眾。